# كيسي مالون
كيسي مالون (بالإنجليزية: Casey Malone)‏ هو منافس ألعاب قوى أمريكي، ولد في 6 أبريل 1977 في ويت ريدج في الولايات المتحدة.

## وصلات خارجية
- كيسي مالون على موقع الاتحاد الدولي لألعاب القوى (الإنجليزية)
- كيسي مالون على موقع الاتحاد الأمريكي لسباقات المضمار والميدان (الإنجليزية)
- كيسي مالون على موقع الدوري الماسي (الإنجليزية)
- كيسي مالون على موقع أوليمبيديا (الإنجليزية)
- كيسي مالون على موقع اللجنة الأولمبية والبارالمبية الأمريكية (الإنجليزية)